# Tanzania na Letnich Igrzyskach Olimpijskich 2020
Tanzania na Letnich Igrzyskach Olimpijskich 2020 – występ kadry sportowców reprezentujących Tanzanię na igrzyskach olimpijskich, które odbyły się w Tokio w Japonii, w dniach 23 lipca - 8 sierpnia 2021 roku.
Reprezentacja Tanzanii liczyła troje zawodników - dwóch mężczyzn i jedną kobietę, którzy wystąpili w jednej dyscyplinie.
Był to czternasty start tego kraju na letnich igrzyskach olimpijskich.

## Reprezentanci

### Lekkoatletyka
Mężczyźni
| Zawodnik             | Konkurencja | Finał   | Finał   |
| Zawodnik             | Konkurencja | Czas    | Miejsce |
| -------------------- | ----------- | ------- | ------- |
| Gabriel Gerald Geay  | Maraton     | DNF     | –       |
| Alphonce Felix Simbu | Maraton     | 2:11:35 | 7.      |

Kobiety
| Zawodniczka     | Konkurencja | Finał   | Finał   |
| Zawodniczka     | Konkurencja | Czas    | Miejsce |
| --------------- | ----------- | ------- | ------- |
| Failuna Matanga | Maraton     | 2:33:58 | 24.     |